# Esma Redżepowa
Esma Redżepowa (lub Redžepova, mac. Есма Реџепова; ur. 8 sierpnia 1943 w Skopju, zm. 11 grudnia 2016 tamże) – macedońska piosenkarka i kompozytorka pochodzenia romskiego. Ze względu na jej bogaty repertuar, który obejmował setki piosenek, a także ze względu na jej wkład i promocję kultury romskiej, zyskała przydomek Królowej Cyganów.

## Życiorys
Pochodziła z mieszanej wyznaniowo rodziny romskiej, mieszkającej w skopijskiej dzielnicy Szuto Orizari. Jej ojciec Ibrahim był katolikiem pochodzenia żydowskiego, a matka Czanija – muzułmanką. Ojciec Esmy imał się różnych zajęć – pracował w cyrku, był śpiewakiem i pucybutem – aby szóstka jego dzieci mogła ukończyć szkołę podstawową.
W wieku 9 lat Esma rozpoczęła występy w romskim zespole muzycznym, gdzie wkrótce ujawniła swój talent. Dzięki staraniom matki, wraz z bratem uczyła się w szkole muzycznej. W 1957 wygrała konkurs dla młodych talentów,  zorganizowany przez Radio Skopje. Za zwycięstwo otrzymała nagrodę w wysokości 9000 dinarów. Jej talent docenił obecny na widowni muzyk i kompozytor – Stewo Teodosiewski, późniejszy mąż artystki. Po uzyskaniu zgody rodziców Esma wyjechała z zespołem Teodosiewskiego w swoją pierwszą trasę koncertową. W 1961 roku wyjechała na zagraniczne tournée, śpiewając na scenach bułgarskich. W tym samym roku jej śpiew towarzyszył spotkaniu Josipa Broza Tity z Ahmedem Sukarno. W 1971 roku zaśpiewała nieoficjalny hymn Romów Dżelem, Dżelem na otwarcie I Światowego Kongresu Romów w Londynie.
Po zaśpiewaniu w 2004 roku koncertu wraz z Toše Proeskim stała się jedną z najbardziej rozpoznawalnych pieśniarek bałkańskich. Singiel Čaje Šukarije Redżepowej osiągnął w 2006 roku szczyty macedońskich list przebojów, umożliwił jej także występy na scenach amerykańskich.
W ciągu swojego życia zaśpiewała 8000 koncertów w 30 krajach. W jej dorobku artystycznym znajduje się ponad 600 utworów (20 albumów), wystąpiła w 6 filmach. Znana jest także ze swojej działalności dobroczynnej na rzecz dzieci, którą prowadziła razem z mężem, do jego śmierci w 1997 roku. Była aktywnym politykiem, początkowo związana z Alternatywą Demokratyczną (Демократска алтернатива), a po jej rozpadzie z konserwatywną WMRO-DPMNE. Z ramienia tej partii zasiadała w radzie miasta Skopje.
W 2001 roku wystąpiła w Poznaniu, jako gwiazda XI Międzynarodowego Festiwalu Teatralnego „Malta”.
28 grudnia 2012 ogłoszono, że Esma wystąpi w Konkursie Piosenki Eurowizji 2013 w barwach Macedonii. Na scenie towarzyszył jej Włatko Łozanoski. 27 lutego 2013 roku w studiu telewizji macedońskiej MRT odbyła się oficjalna premiera utworu „Imperija”, który podczas konkursu miał wykonać duet. Piosenka została jednak wycofana z Eurowizji ze względu na negatywne komentarze w kraju, które zarzucały kompozytorom słaby refren i zbyt prosty tekst. 15 marca został zaprezentowany nowy utwór, reprezentujący Macedonię w konkursie, którego tytuł brzmi „Pred da se razdeni”. Kompozycja zamiast brzmień etnicznych, posiada brzmienia muzyki cygańskiej, ale nadal jednak jest to połączone z popem, dodatkowo zaś fragment tekstu jest w języku romskim. 16 maja duet wystąpił w drugim półfinale konkursu Eurowizji, ale nie udało im się jednak zakwalifikować do finału, zajęli 16. miejsce z liczbą 28 punktów. 
12 grudnia 2016 spoczęła na cmentarzu w rodzinnym Skopje.

## Dyskografia
- Salute to Israel
- 1994: Songs of the Macedonian Gypsy
- 1997: Queen of the Gypsies, World Connection Nl
- 1998: Gypsy Queens, Network Medien D
- 1999: Chaje Shukarije, World Connection Nl
- 2006: Gypsy Crpet, Network Medien D
- 2007: Mon histoire, Accords Croises F
- 2007: Between the two lifes, Mister Company MKD
- 2008: Thu me duj dzene, Mister Company MKD

## Filmografia
- 1962: Krst Rakoc
- 1968: Zapej Makedonijo – piosenkarka
- 1971: Jugovizija
- 2002: Im Herzen des Lichts – Die Nacht der Primadonnen
- 2006: When the Road Bends: Tales of a Gypsy Caravan
- 2008: Rromani Soul